# Kyle Soller
Kyle Soller (Bridgeport, 1º luglio 1983) è un attore statunitense, attivo in campo teatrale, cinematografico e televisivo.

## Biografia
Ha recitato soprattutto in Gran Bretagna, dove ha studiato alla Royal Academy of Dramatic Art, prima di debuttare sulle scene inglesi e recitare in drammi come Lo zoo di vetro e L'ispettore generale al Young Vic e The Faith Machine al Royal Court Theatre; per queste tre interpretazioni ha vinto l'Evening Standard Award al miglior debuttante.
Nel 2012 ha recitato in Lungo viaggio verso la notte di Eugene O'Neill all'Apollo Theatre di Londra con David Suchet e Laurie Metcalf; per la sua performance è stato candidato al Laurence Olivier Award. Sempre nello stesso anno debutta a Broadway con Cyrano de Bergerac. Nel 2013 ha interpretato Gaveston in Edoardo II di Christopher Marlowe al Royal National Theatre, mentre tre anni dopo recita nello stesso teatro in Hedda Gabler con Ruth Wilson. Nel 2018 torna al Young Vic nella pièce The Inheritance, con Vanessa Redgrave, e per la sua interpretazione vince il Laurence Olivier Award al miglior attore; nel 2019 fa il suo debutto a Broadway con The inheritance, in cui torna ad interpretare il ruolo principale di Eric Glass.

### Vita privata
È sposato con l'attrice Phoebe Fox, sua compagna di studi alla RADA.

## Filmografia

### Cinema
- Anna Karenina, regia di Joe Wright (2012)
- Il quinto potere (The Fifth Estate), regia di Bill Condon (2013)
- The Keeping Room, regia di Daniel Barber (2014)
- Monsters: Dark Continent, regia di Tom Green (2014)
- Marrowbone (El secreto de Marrowbone), regia di Sergio G. Sánchez (2017)
- The Titan, regia di Lennart Ruff (2018)
- Jay Kelly, regia di Noah Baumbach (2025)

### Televisione
- American Odyssey – serie TV, episodio 1x05 (2015)
- Poldark – serie TV, 14 episodi (2015-2018)
- The Hollow Crown – serie TV, episodio 2x02 (2016)
- Testimoni silenziosi (Silent Witness) – serie TV, episodi 19x05-19x06 (2016)
- Andor – serie TV, 17 episodi (2022-2025)
- Bodies – serie TV, 8 episodi (2023)

### Doppiaggio
- Company of Heroes 2 - videogioco (2013)
- Alien: Isolation - videogioco (2014)
- Gatto contraffatto - serie d'animazione, 13 episodi (2016)
- 101 Dalmatian Street - serie TV, 10 episodi (2019-2020)

## Teatro
- The Beautiful People di William Saroyan, regia di Mel Cook. Finborough Theatre di Londra (2008)[5]
- Sogno di una notte di mezza estate di William Shakespeare, regia di Raz Shaw. Globe Theatre di Londra (2009)
- Il talento di Mr Ripley, da Patricia Highsmith, regia di Raz Shaw. Royal & Derngate di Northampton (2010)[6]
- Lo zoo di vetro di Tennessee Williams, regia di Joe Hill-Gibbins. Young Vic di Londra (2010)
- L'ispettore generale di Nikolai Gogol', regia di Richard Jones. Young Vic di Londra (2011)[7]
- The Faith Machine di Alexi Kaye Campbell, regia di Jamie Lloyd. Royal Court Theatre di Londra (2011)
- Lungo viaggio verso la notte di Eugene O'Neill, regia di Anthony Page. Apollo Theatre di Londra (2012)
- Edoardo II di Christopher Marlowe, regia di Joe Hill-Gibbins. National Theatre di Londra (2013)
- Cyrano de Bergerac di Edmond Rostand, regia di Jamie Lloyd. American Airlines Theatre di New York (2014)
- Hedda Gabler di Henrik Ibsen, regia di Ivo van Hove. National Theatre di Londra (2016)
- The Inheritance di Matthew Lopez, regia di Stephen Daldry. Young Vic e Noël Coward Theatre di Londra (2018), Ethel Barrymore Theatre di Broadway (2019)

## Doppiatori italiani
Nelle versioni in italiano delle opere in cui ha recitato, Kyle Soller è stato doppiato da:
- Emiliano Coltorti in Poldark
- Lorenzo De Angelis in Andor

Da doppiatore è sostituito da:
- Daniele Raffaeli in 101 Dalmatian Street (1x01-1x03)
- Daniele Giuliani in 101 Dalmatian Street (1x04-1x26)